# Olga Scheps
Olga Scheps (Moscú, 4 de enero de 1986) es una pianista ruso-alemana que habitualmente reside en Colonia, Alemania.

## Datos biográficos
De ascendencia rusa e israelí, Olga Scheps nació en Moscú, Rusia. En 1986, la familia se instaló en Alemania. Prácticamente aprendió a la vez a andar, hablar, leer y a tocar el piano. Sus padres son ambos profesores de música. A los cinco años ya tocaba sus primeras piezas y melodías para piano. Su padre, Ilja Scheps, es pianista y profesor en la sede de Aquisgran de la Hochschule für Musik und Tanz Köln (Universidad de Música y Danza de Colonia). Su madre, Tamara Scheps, es también pianista y profesora de piano.[cita requerida]
Becada por el Deutsche Stiftung Musikleben y por el Studienstiftung des Deutschen Volkes, dio sus primeros conciertos con doce años. Pronto destacó y fue premiada en concursos alemanes como el Jugend musiziert (1999) y el Jugend spielt Klassik (2001). A los catorce años debutó con orquesta en la serie de conciertos Junge Elite, interpretando el Concierto para piano n.º1 de Serguéi Prokófiev, en la Tonhalle de Düsseldorf. Siguió interpretando conciertos de las series Lo Mejor de NRW y La Siguiente Generación en el Harenberg City Center de Dortmund. A los dieciséis años entró en la Academia de Música de Colonia, tutelada por el profesor Pavel Gililov. Se graduó en el 2013 con las mejores calificaciones. Completó su formación con los profesores Arie Vardi y Dmitri Bashkirov, influida también por los pianistas Andrei Gavrilov y Alfred Brendel. Domina fluidamente los idiomas alemán, ruso e inglés.
Olga ha actuado en buena parte de Europa (Italia, Holanda, Austria, Dinamarca, Francia, España, etcétera), en Asia y en América; periódicamente ofrece recitales en los auditorios más importantes de Berlín, Colonia, Hamburgo, Múnich, Frankfurt, Stuttgart y Viena. Junto a sus recitales para piano también ha participado en conciertos con renombradas orquestas como la Staatskapelle de Weimar, la Estatal Capella de Rusia, la Orquesta de Cámara de Zúrich (Tonhalle), la NDR Radiophilharmonie, la Radio-Sinfonieorchester de Stuttgart, la Münchner Symphoniker, la Mozarteum de Salzburgo, la Royal Scottish National Orchestra, la Filarmónica de Varsovia y la Filarmónica de Montecarlo.[cita requerida]
Participa en festivales destacados como el Festspiele Mecklenburg-Vorpommern, Heidelberger Frühling, Kissinger Sommer, Mosel Musikfestival, Mozartfest Würzburg, Rheingau Musik Festival, Schleswig-Holstein Musik Festival, el Sommerliche Musiktage Hitzacker, el Festival de Mersin en Turquía y el Menuhin Festival de Gstaad. Desde el 2007, participa habitualmente en el Klavier Festival Ruhr. Su recital de mayo del 2009 se grabó y se publicó en la “Edition Klavier-Festival Ruhr”.[cita requerida]
Su primera grabación exclusiva con el sello RCA Red Seal (Sony Music) fue muy bien recibida por la crítica. El CD Chopin, publicado en enero de 2010 también fue elogiado por la crítica de la prensa alemana. El 17 de octubre de 2010, ganó su primer premio Echo Klassik como Revelación del Año (Piano) por su debut con la Filarmónica de Essen (Philharmonie). En otoño del 2012 salió su segundo álbum con obras de compositores rusos. En septiembre del 2012, presentó su álbum Schubert. En 2014 se publica su álbum de conciertos para piano de Chopin, Chopin Klavierkonzerte. Y en el 2015 salió un nuevo álbum con obras cortas de Chopin, List, Brahms y otros, titulado Vocalise. En el 2016 se lanza su álbum Satie, homenaje a Erik Satie. En el 2017 salieron un álbum dedicado a Chaikovski y otro de piano.[cita requerida]
Es considerada una de las mejores solistas de piano. Es una apasionada de la música de cámara y toca regularmente acompañada de artistas como Alban Gerhardt, Daniel Hope, Adrian Brendel, Jan Vogler, Nils Mönkemeyer, Erik Schumann y otros.[cita requerida]

### Repertorio
Olga Scheps ha descrito su modo de interpretar al piano: "Para mí, la música es una extensión de mi expresividad, ampliación de mi lenguaje. La obra viene predeterminada, pero yo soy la intérprete. Algo así como el trabajo de una actriz que sigue un guión."
El repertorio de Olga Scheps incluye obras para recitales solistas y para recitales con orquesta de los grandes clásicos de la música. También de los músicos románticos, sobre todo los compositores rusos y Frédéric Chopin, a los que interpreta con una emoción que contagia al auditorio. Interpreta con maestría obras de Wolfgang Amadeus Mozart, Chopin, Félix Mendelssohn, Franz Schubert, Franz Liszt, Sergei Rajmáninov, Nikolai Medtner y Edvard Grieg. A la vez, tiene interés especial en composiciones que se escuchan raramente en salas de conciertos, como los Estudios póstumos de Chopin, Malédiction de Liszt,  Les Oiseaux exotiques de Olivier Messiaen, el Concierto para piano de Antonín Dvořák  y obras de Anatoly Lyadov.

## Publicidad
En el mundo de la publicidad, la pianista Olga Scheps ha participado en campañas para la marca de coches Audi y para la marca suiza de relojes de lujo Chopard.

## Discografía
- Olga Scheps (Live) – Piano Recital  (2009)
- Chopin  (2010)
- Russian Album  (2010)
- Schubert (2012)
- Olga Scheps - Chopin Klavierkonzerte  (2014)
- Olga Scheps - Vocalise  (2015)
- Olga Scheps - Satie  (2016)
- Olga Scheps - Tchaikovsky  (2017)
- Olga Scheps - 100% Scooter-Piano Only  (2017)
- Mieczysław Weinberg: Piano Quintet  (2019)
- Melody  (2019)
- Family  (2021)

## Premios
- Premio ECHO Klassik como "Revelación del Año (Piano)" por Chopin (2010)